# Con rối

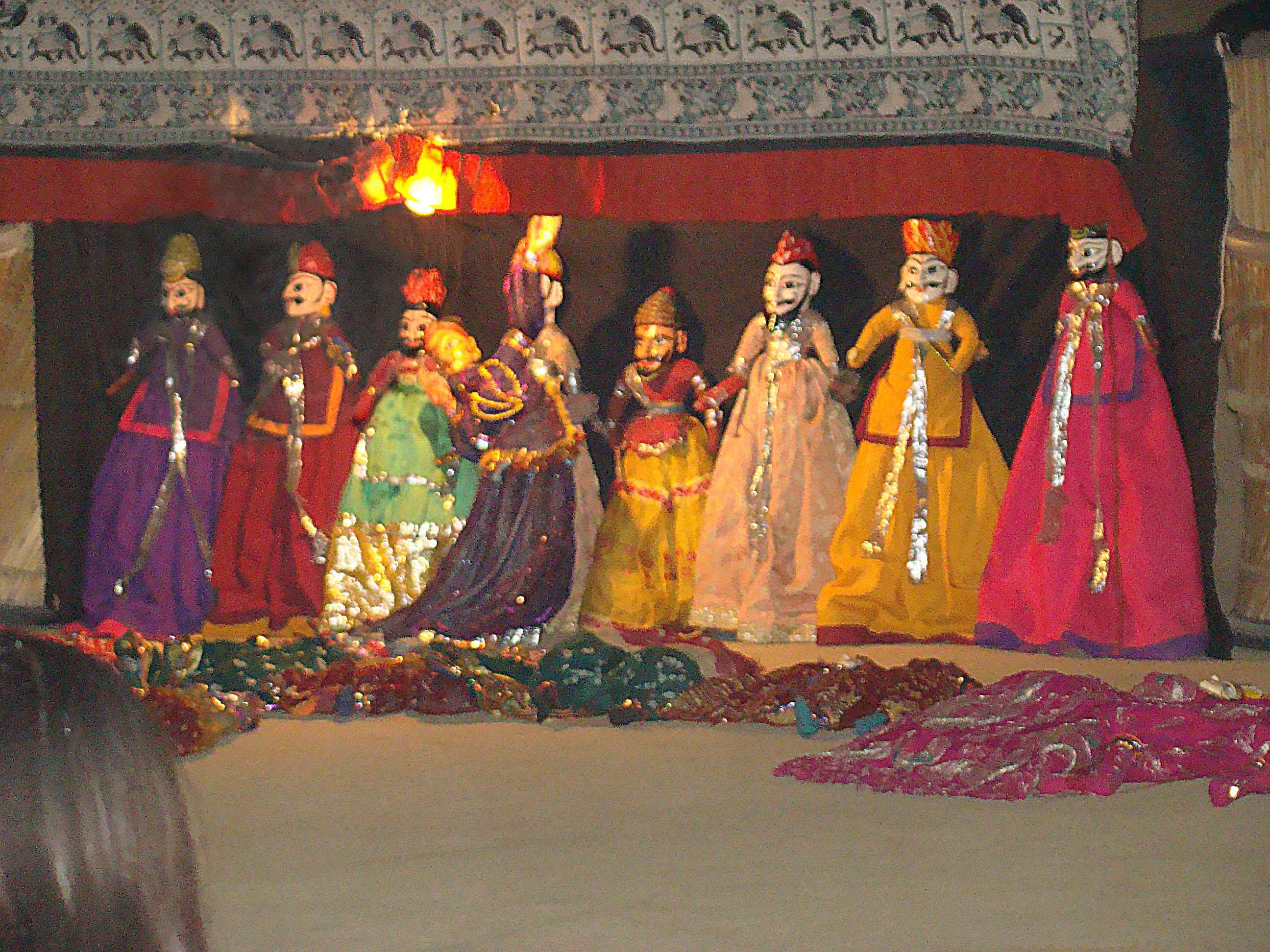
Các con rối Kathputli ở Mandawa, Rajasthan, Ấn Độ

Con rối là một vật thể vô tri vô giác nó được hoạt động bởi người điều khiển rối. Con rối được dùng trong nghệ thuật múa rối, một hình thức sân khấu cổ xưa. Có nhiều loại rối khác nhau và được làm từ rất nhiều loại vật liệu tùy theo hình dạng và mục đích sử dụng. Một số con rối có cấu trúc rất đơn giản hoặc cực kỳ phức tạp.

## Nguồn gốc

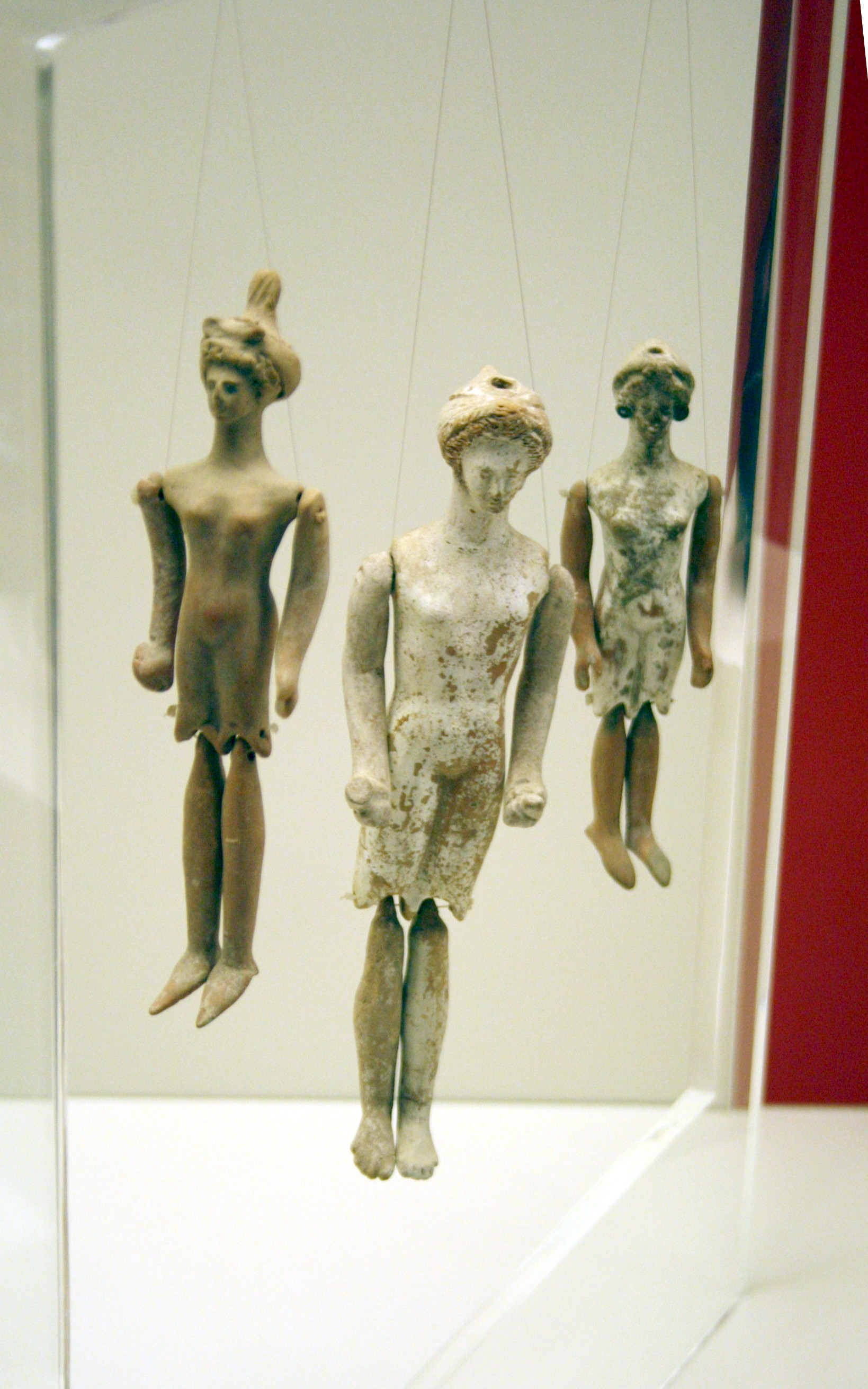
Các con rối Hy Lạp có từ thế kỷ thứ 4,5 TCN